# Obleganje Auguste
Obleganje Auguste je potekalo med 22. majem 1781 in 6. junijem 1781. Ameriške patriotske sile, ki sta jih vodila brigadni general Andrew Pickens in podpolkovnik Henry "Light Horse Harry" Lee, so uspešno zavzele Augusto v Georgiji, ki jo je držala milica britanskih lojalistov. Fort Cornwallis, glavna britanska obramba, je bila uspešno izpostavljena topovskemu ognju z izgradnjo 9,1 m visokega stolpa, na katerega so Američani namestili majhen top. Britanci so se predali 6. junija.

## Ozadje
Prihodu redne britanske vojske v Georgio leta 1778 je kmalu sledila okupacija Auguste s strani lojalističnega podpolkovnika Thomasa Browna, ki je 31. januarja 1779 vodil East Florida Rangers. Brown in East Florida Rangers so se umaknili iz Auguste po britanskem porazu v bitki pri Kettle Creeku februarja 1779.
Brown in njegova milica, preimenovana v King's Carolina Rangers, sta 8. junija 1780 ponovno zavzela Augusto.
14. septembra 1780 sta Elijah Clarke in patriotske sile sprožile presenetljiv napad na britansko zasedeno Augusto. Štiridnevno obleganje je bilo neuspešno in Clarke je obleganje prekinil ter se umaknil 18. septembra.
Clarkova milica se je aprila 1781 ponovno vrnila v okrožje Wilkes v Georgiji. Pridružila se ji je milica brigadnega generala Andrewa Pickensa in kontinentalci podpolkovnika Henryja Leeja, 21. maja 1781 pa so prispeli pred Augusto.

## Začetek obleganja
16. aprila so čete patriotske milice pod poveljstvom Micajaha Williamsona prispele na obrobje Auguste v Georgiji in postavile utrjen tabor. Garnizon glavne mestne utrdbe, Fort Cornwallis, je držala enota King's Carolina Rangers pod poveljstvom lojalista Thomasa Browna in se ni takoj spopadla z Williamsonom zaradi pretiranih poročil o njegovi moči.
Pickens je manevriral s silo 400 mož med Augusto in Ninety Six v Južni Karolini, da bi preprečil, da bi britanska postojanka tam okrepila Browna. 15. maja se je Williamsonu pridružil njegov poveljnik, Elijah Clarke in še 100 mož, s čimer so učinkovito prekinili britanske oskrbovalne linije.
Generalmajor Nathanael Greene je poslal Leeja, da bi poskusil zavzeti Ninety Six, vendar ko se je Lee približal, je izvedel, da je bilo mesto utrjeno v pričakovanju Greenovega prihoda. Greene je nato ukazal Leeju, naj pomaga Pickensu v Augusti. Lee je nadaljeval pot in po 120 km poti v treh dneh prispel v Augusto.

## Galphinova nagrada
21. maja so sile pod Clarkom in Leejem napadle ograjeno hišo Georgea Galphina, indijanskega agenta, ki se nahaja 19,3 km južno od Auguste. Po kratkem spopadu, v katerem je en patriot umrl zaradi vročine in osem do deset jih je bilo ranjenih, se je tamkajšnja britanska garnizija predala, potem ko so bili ubiti trije ali štirje možje. Skupno se je predalo 126 mož, večinoma rednih vojakov. Nagrada (in razlog za napad patriotov) so bile nujno potrebne zaloge in vojaška oprema, ki so bile namenjene za razdelitev lokalnim Indijancem.

## Fort Grierson
Fort Grierson je bil sekundarna utrjena postojanka, ki se je nahajala približno pol milje (0,8 km) od Fort Cornwallisa. Ta utrdba je bila branjena s približno 80 možmi pod poveljstvom polkovnika Griersona. 23. maja so sile patriotov začele obkrožati utrdbo na način, ki naj bi Griersona zvabil ven v poskusu, da bi dosegel Fort Cornwallis. Brown, zavedajoč se nevarnosti za Griersona, je iz Cornwallisa izvedel izpad, vendar se je, ko se je soočil z Leejevo močjo, omejil na neuspešno topniško obstreljevanje.
Grierson, obupan, da bi pobegnil iz pasti, je poskušal pobegniti ob rečnem bregu, vendar je bila celotna njegova četa ujeta. Clarkovi možje so se nato maščevali za dejanja, ki jih je zagrešil Brown in niso dali milosti, ubili so Griersona in vse njegove može.

## Fort Cornwallis
Sile, ki so branile Cornwallis, so štele približno 300 lojalističnih milic, ki so jim pri obrambnih delih pomagalo približno 200 črncev. Utrdba je bila dobro zgrajena in patrioti niso mogli najti primernega načina za napad, saj so imeli le en top. Na Leejev predlog so se odločili uporabiti strategijo, ki je bila uspešna pri obleganju Fort Watsona. Pod okriljem bližnje hiše so zgradili lesen stolp, visok približno 30 čevljev (9,1 m). Med njegovo gradnjo je Brown izvedel še več izpadov, vendar so jih Leejevi možje vsakič odbili.
Stolp je bil dovolj visok, da je 1. junija presegal zidove utrdbe in patrioti so začeli streljati v utrdbo. Tisto noč je Brown izpeljal večino garnizije in sledila je bitka, v kateri je bil Brown ponovno prisiljen umakniti se za svoje obrambne položaje. Nato je poslal enega od svojih mož, ki se je pretvarjal, da je dezerter, da bi dobil dostop do stolpa z namenom, da bi ga zažgal. Leeju je predlagal, da bi lahko top usmeril na skladišče streliva v utrdbi in skoraj mu je uspelo, ko je Lee postal previden in ga je dal pod stražo.
Top na vrhu stolpa je še naprej obstreljeval notranjost utrdbe, podiral topove z njihovih podstavkov in uničeval barake. Voditelji patriotov so nato začeli načrtovati napad na utrdbo, raziskovali so mesta za postavitev ostrostrelcev v nekaj preostalih hišah blizu utrdbe. V noči na 3. junij je eksplodirala zadnja preostala hiša. Brown je poslal saperje, da bi spodkopali hišo, pričakujoč, da bo uporabljena za takšne namene, in eksplozivna naprava je eksplodirala, preden je bila stavba zasedena.
Patriotske sile so se zjutraj 4. junija postavile v vrsto za napad, Pickens in Lee pa sta poslala zahtevo po predaji, ki jo je Brown zavrnil. V spoštovanju dejstva, da je bil rojstni dan kralja Jurija III., je bil napad preložen za en dan.

## Predaja
5. junija je Brown ponudil pogajanja o pogojih predaje. Da bi se izognil ponovitvi iz zavzetja Fort Grierson, se je posebej predal oddelku vojakov Kontinentalne vojske iz Severne Karoline, saj so številni lokalni milicisti želeli maščevanje zaradi njegovih prejšnjih dejanj brutalnosti.

## Posledice
Brown je preživel vojno, najprej se je preselil na Florido in nato na Bahame.